# Himatolabus axillaris
Espèce
 Himatolabus axillaris est une espèce d'insectes coléoptères appartenant à la famille des Attelabidae.